# Jerzy Świrad
Jerzy Świrad (ur. 1929, zm. w sierpniu 2015) – polski działacz samorządowy i inżynier, przewodniczący Prezydium Miejskiej Rady Narodowej i prezydent Świętochłowic (1972–1975), prezydent Tychów (1978/80–1983/4), prezydent Katowic (1984–1989).

## Życiorys
Z wykształcenia inżynier. W latach 70. zajmował stanowisko zastępcy przewodniczącego Miejskiej Rady Narodowej w Chorzowie i wiceprezydenta Chorzowa. Od listopada 1972 do 1 czerwca 1975 pozostawał przewodniczącym Prezydium Miejskiej Rady Narodowej w Świętochłowicach, przekształcone następnie w stanowisko prezydenta miasta. Pomiędzy 1978 a 1979 objął fotel prezydenta Tychów, zastępując Eugeniusza Szyję. Zajmował go do co najmniej do 1983. Od 1 kwietnia 1984 do 30 września 1989 pozostawał natomiast prezydentem Katowic.
14 sierpnia 2015 został pochowany na cmentarzu Park Pamięci w Rudzie Śląskiej.